# Wael Riad
Wael Riad, meglio noto come Cheetos (in arabo وائل رياض‎?; Giza, 8 febbraio 1982), è un allenatore di calcio ed ex calciatore egiziano, di ruolo attaccante, commissario tecnico della nazionale Under-19 egiziana.

## Caratteristiche tecniche
Era un esterno destro d'attacco in possesso di discrete doti tecniche, preciso nel servire assist ai compagni di squadra.

## Carriera

### Giocatore

#### Club
Muove i suoi primi passi nelle giovanili dell'Al-Ahly. Il 12 gennaio 2007 passa in prestito per sei mesi al Grazer AK, in Austria. Esordisce in Bundesliga il 24 febbraio contro il Salisburgo, subentrando al 72' al posto di Zlatko Junuzović. Termina la stagione con 5 presenze.
Il 1º agosto 2007 passa in prestito all'Haras El-Hodood. Complice un grave infortunio al legamento crociato anteriore del ginocchio destro – il terzo in carriera – nel 2011 si ritira dall'attività agonistica a 29 anni.

#### Nazionale
Esordisce in nazionale il 25 novembre 2002 contro la Nigeria in amichevole, subentrando nella ripresa al posto di Mohamed Gouda. In precedenza aveva preso parte ai Mondiali Under-20 disputati in Argentina.

### Allenatore
Il 24 luglio 2015 entra nello staff tecnico di Shawky Gharib, nominato tecnico dell'El-Entag El-Harby. Il 23 gennaio 2018 entra nello staff della selezione olimpica egiziana, in qualità di collaboratore tecnico. Il 2 ottobre 2023 viene nominato commissario tecnico della nazionale Under-19 egiziana.

## Statistiche

### Presenze e reti nei club
Statistiche aggiornate al 30 giugno 2011.
| Stagione        | Squadra         | Campionato      | Campionato | Campionato | Coppe nazionali | Coppe nazionali | Coppe nazionali | Coppe continentali | Coppe continentali | Coppe continentali | Altre coppe | Altre coppe | Altre coppe | Totale | Totale |
| Stagione        | Squadra         | Comp            | Pres       | Reti       | Comp            | Pres            | Reti            | Comp               | Pres               | Reti               | Comp        | Pres        | Reti        | Pres   | Reti   |
| --------------- | --------------- | --------------- | ---------- | ---------- | --------------- | --------------- | --------------- | ------------------ | ------------------ | ------------------ | ----------- | ----------- | ----------- | ------ | ------ |
| 2000-2001       | Al-Ahly         | PL              | 1          | 0          | CE              | 0               | 0               | CCL                | 8                  | 0                  | -           | -           | -           | 9      | 0      |
| 2001-2002       | Al-Ahly         | PL              | 4          | 0          | CE              | 0               | 0               | CCL                | 1                  | 0                  | S-AE+SA     | 0           | 0           | 5      | 0      |
| 2002-2003       | Al-Ahly         | PL              | 5          | 0          | CE              | 2               | 0               | CC                 | 2                  | 0                  | -           | -           | -           | 9      | 0      |
| 2003-2004       | Al-Ahly         | PL              | 13         | 4          | CE              | 2               | 0               | ACC+CCL            | 7+2                | 0                  | SE          | 1           | 0           | 24     | 4      |
| 2004-2005       | Al-Ahly         | PL              | 4          | 0          | CE              | 2               | 0               | CCL                | 5                  | 0                  | -           | -           | -           | 11     | 0      |
| 2005-2006       | Al-Ahly         | PL              | 12         | 1          | CE              | 0               | 0               | CCL                | 7                  | 1                  | SE+SA+Cmc   | 1+1+0       | 0           | 21     | 2      |
| 2006-gen. 2007  | Al-Ahly         | PL              | 7          | 1          | CE              | 0               | 0               | CCL                | 0                  | 0                  | SE+SA+Cmc   | 0           | 0           | 7      | 1      |
| Totale Al-Ahly  | Totale Al-Ahly  | Totale Al-Ahly  | 46         | 6          |                 | 6               | 0               |                    | 32                 | 1                  |             | 3           | 0           | 87     | 7      |
| gen.-giu. 2007  | Grazer AK       | BL              | 5          | 0          | CA              | -               | -               | -                  | -                  | -                  | -           | -           | -           | 5      | 0      |
| 2007-2008       | Haras El-Hodood | PL              | 8          | 1          | CE              | 0               | 0               | CC                 | 0                  | 0                  | -           | -           | -           | 8      | 1      |
| 2008-2009       | Itesalat        | PL              | 21         | 4          | CE              | 0               | 0               | -                  | -                  | -                  | -           | -           | -           | 21     | 4      |
| 2009-2010       | El-Gouna        | PL              | 0          | 0          | CE              | 0               | 0               | -                  | -                  | -                  | -           | -           | -           | 0      | 0      |
| 2010-2011       | El-Gouna        | PL              | 0          | 0          | CE              | 0               | 0               | -                  | -                  | -                  | -           | -           | -           | 0      | 0      |
| Totale El-Gouna | Totale El-Gouna | Totale El-Gouna | 0          | 0          |                 | 0               | 0               |                    | -                  | -                  |             | -           | -           | 0      | 0      |
| Totale carriera | Totale carriera | Totale carriera | 80         | 11         |                 | 6               | 0               |                    | 32                 | 1                  |             | 3           | 0           | 121    | 12     |

### Cronologia presenze e reti in nazionale
| Cronologia completa delle presenze e delle reti in nazionale ― Egitto | Cronologia completa delle presenze e delle reti in nazionale ― Egitto | Cronologia completa delle presenze e delle reti in nazionale ― Egitto | Cronologia completa delle presenze e delle reti in nazionale ― Egitto | Cronologia completa delle presenze e delle reti in nazionale ― Egitto | Cronologia completa delle presenze e delle reti in nazionale ― Egitto | Cronologia completa delle presenze e delle reti in nazionale ― Egitto | Cronologia completa delle presenze e delle reti in nazionale ― Egitto |
| Data                                                                  | Città                                                                 | In casa                                                               | Risultato                                                             | Ospiti                                                                | Competizione                                                          | Reti                                                                  | Note                                                                  |
| --------------------------------------------------------------------- | --------------------------------------------------------------------- | --------------------------------------------------------------------- | --------------------------------------------------------------------- | --------------------------------------------------------------------- | --------------------------------------------------------------------- | --------------------------------------------------------------------- | --------------------------------------------------------------------- |
| 25-11-2002                                                            | Lagos                                                                 | Nigeria                                                               | 1 – 1                                                                 | Egitto                                                                | Amichevole                                                            | -                                                                     | 46’                                                                   |
| 19-11-2008                                                            | Il Cairo                                                              | Egitto                                                                | 5 – 1                                                                 | Benin                                                                 | Amichevole                                                            | -                                                                     | 64’                                                                   |
| Totale                                                                |                                                                       | Presenze                                                              | 2                                                                     |                                                                       | Reti                                                                  | 0                                                                     |                                                                       |

## Palmarès

### Club

#### Competizioni nazionali
- Campionato egiziano: 2

Al-Ahly: 2004-2005, 2005-2006
- Coppa d'Egitto: 2

Al-Ahly: 2003, 2006
- Supercoppa d'Egitto: 3

Al-Ahly: 2003, 2005, 2006

#### Competizioni internazionali
- CAF Champions League: 3

Al-Ahly: 2001, 2005, 2006
- Supercoppa CAF: 2

Al-Ahly: 2002, 2006